# Dianthus brutius
Dianthus brutius là loài thực vật có hoa thuộc họ Cẩm chướng. Loài này được Brullo, Scelsi & Spamp. mô tả khoa học đầu tiên năm 2000.